# Élections législatives groenlandaises de 1979
Les élections législatives groenlandaises de 1979 se sont déroulées le 4 avril 1979. Ce sont les premières élections dans le cadre de l'autonomie territoriale acquise par l'île du Groenland la même année. Les 21 sièges du nouveau Parlement sont emportés par deux partis : 13 reviennent au parti social-démocrate indépendantiste Siumut et 8 au parti libéral unioniste Atassut. Le chef de Siumut, Jonathan Motzfeldt, devient le premier Premier ministre du Groenland.

## Système électoral
L'Inatsisartut est le parlement monocaméral du Groenland, pays constitutif du royaume de Danemark. Il est composé de 21 sièges pourvus pour quatre ans au scrutin proportionnel plurinominal de liste dans huit circonscriptions électorales plurinominales. Après décompte des voix, les sièges sont répartis selon la méthode d'Hondt, sans seuil électoral.

## Résultats
|                        |                        |        |       |        |  |  |  |  |  |  |  |  |  |  |
| Parti                  | Parti                  | Voix   | %     | Sièges |  |  |  |  |  |  |  |  |  |  |
|                        | Siumut (S)             | 8 505  | 46,12 | 13     |  |  |  |  |  |  |  |  |  |  |
|                        | Atassut (A)            | 7 688  | 41,69 | 8      |  |  |  |  |  |  |  |  |  |  |
|                        | Parti du travail (SP)  | 1 041  | 5,64  | 0      |  |  |  |  |  |  |  |  |  |  |
|                        | Inuit Ataqatigiit (IA) | 813    | 4,41  | 0      |  |  |  |  |  |  |  |  |  |  |
|                        | Indépendants           | 396    | 2,15  | 0      |  |  |  |  |  |  |  |  |  |  |
|                        |                        |        |       |        |  |  |  |  |  |  |  |  |  |  |
| Suffrages exprimés     | Suffrages exprimés     | 18 443 | 92,44 |        |  |  |  |  |  |  |  |  |  |  |
| Votes blancs et nuls   | Votes blancs et nuls   | 1 508  | 7,56  |        |  |  |  |  |  |  |  |  |  |  |
| Total                  | Total                  | 19 951 | 100   | 21     |  |  |  |  |  |  |  |  |  |  |
| Abstention             | Abstention             | 8 721  | 30,42 |        |  |  |  |  |  |  |  |  |  |  |
| Inscrits/Participation | Inscrits/Participation | 28 672 | 69,58 |        |  |  |  |  |  |  |  |  |  |  |